# Kohaniták
A zsidó hagyományban a kohaniták (héberül כֹּהָנִים kóháním) Lévi (לֵוִי) törzsének – léviták – egyik ága, Áronnak, Mózes bátyjának utódai. 

## Történetük
A kohaniták a többi törzzsel ellentétben nem kaptak saját területet Kánaán elfoglalása után. Speciális vallási és politikai feladataik voltak, közülük kerültek ki a Második Templom papjai. Ezért cserébe tizedet (maaszér) kaptak a többi törzstől. Templomi tevékenységükben a nem kohanita léviták mint segédpapok segítették őket. 
A kohaniták 24 legrangosabb családja az áronidák nevet viselte. Közülük sorsolással választották ki a Kohen Gadolt, a régi judaizmus főpapját. Iosephus Flavius, A zsidó háború szerzője, is áronida volt. Az áronidák kiléte mára feledésbe merült.

## Hagyományok
A kohaniták szerepét a Második Templom pusztulásával a rabbinikus judaizmus kialakulása eljelentéktelenítette, bár leszármazásukat a judaizmus legtöbb irányzata máig számon tartja. Legfőbb szerepük zsidó istentiszteleteken a papi vagy ároni áldás kiosztása a gyülekezet részére, és egyes rítusok másképp vonatkoznak rájuk. Kohanita nem érhet halotthoz, és nem is tartózkodhat velük egy fedél alatt, a saját közvetlen családtagjait kivéve. Emiatt zsidó temetőkben a kohaniták számára külön részleget tartanak fenn. Tilos továbbá a kohanitáknak betért vagy elvált nőkkel házasodniuk. Az amerikai konzervatív zsidóság köreiben, a vegyesházasságok magas száma miatt, erős rabbinikus törekvés él ennek a szabálynak az enyhítésére.
A kohanita státusz a judaizmusban apai ágon öröklődik, felvenni vagy letenni egyáltalán nem lehet. Betérő nem lehet kohanita. Zsidó temetőkben gyakori, hogy a kohaniták sírját áldásra emelt kéz is jelzi.

## Napjainkban
Egyes becslések szerint a mai zsidó populáció 5-10%-a lehet kohanita. A Szamaritánusok a kohaniták leszármazottai a genetikai vizsgálatok igazolása szerint.
A zsidó papi nevek közül a Kohn, Cohn, Kohán, Kogan, Kahane, Kaner, Kagan, Kaganovics, Cohen, a különböző nyelvi átírásokkal innen ered . A Kohén Tzedek - igaz pap - rövidítésből kialakult Katz név is erre vezethető vissza.

## Kohaniták Izraelben
Izrael államban az anyakönyvezést végző ortodox rabbitanács is nyilvántartja a kohanita státuszt, amit a hazatérési törvény útján bevándorló, kohanita származást állító, vagy arra utaló családnevű zsidóknak igazolniuk is kell. Továbbá nem vehetnek feleségül elvált, vagy nem született zsidó nőt. Ebből rendszeresen kisebb-nagyobb belvillongások származnak.